# Зеркало Голландии
Зеркало Голландии (нидерл. Spiegel van Holland) — короткометражный документальный чёрно-белый фильм голландского режиссёра Берта Ханстра, получивший «Золотую пальмовую ветвь» международного Каннского кинофестиваля в номинации Лучший короткометражный фильм в 1951 году. Фильм создал репутацию режиссёру как автору художественного кино.

## Сюжет
Фильм показывает Голландию, отражённую в озёрах, реках и прудах. Согласно биографу Берта Ханстра Йо Демса, фильм должен рассматриваться в меньшей степени как документ, а в большей — как монумент. «Он не становится фильмом больше, чем является; чистый ритмичный поток образов, не прерываемый комментариями, но вместо этого поддерживаемый музыкальным сопровождением.»